# 人生は名状し難い
「人生は名状し難い」（じんせいはめいじょうしかたい）は、2016年7月22日にビーイングから発売された焚吐の3枚目のシングル。

## 解説
タワーレコード池袋店で限定発売されたシングルで、8月1日からはパルコのWebショップ「カエルパルコ」でも販売が開始された。本作のリリースを記念して7月22日から8月31日まで、東京にあるP'PARCO1階のイベントスペースにて、20日間で1日3公演の計60公演を行うアコースティックライブ「ノンブレス・ノンリプレスライブ」を開催した。

## 収録曲

### CD
通常盤
1. 人生は名状し難い　作詞・作曲・編曲：Neru
2. 青い疾走 作詞・作曲：焚吐